# Macphersonia madagascariensis
Macphersonia madagascariensis är en kinesträdsväxtart. Macphersonia madagascariensis ingår i släktet Macphersonia och familjen kinesträdsväxter.

## Underarter
Arten delas in i följande underarter:
- M. m. excelsa
- M. m. madagascariensis